# قنصور بوساي
قنصور بوساي (الاسم العلمي:Colutea buhsei) هو نوع من النباتات يتبع جنس القنصور من الفصيلة البقولية.